# Giraudia spinosa
Giraudia spinosa är en stekelart som beskrevs av Tohru Uchida 1936. Giraudia spinosa ingår i släktet Giraudia och familjen brokparasitsteklar. Inga underarter finns listade i Catalogue of Life.